# Стефос Григориу
Стефанос (Стефос) Григориу (на гръцки: Στέφανος, Στέφος Γρηγορίου) e македонски гъркоманин, деец на гръцката въоръжена пропаганда.

## Биография

### В Османската империя
Григориу е роден в град Битоля, тогава в Османската империя. През 1904 година се включва в четата на Коте Христов, а през 1905 година в тази на Йоанис Каравитис. През юли същата година участва в голямо сражение край Кладороби, побеждавайки четата на Наум Петров – Буфчето от ВМОРО. Сътрудничи си и с Георгиос Томбрас (капитан Рупакяс) и води сражения с турско-албанска чета и отделно с тази на Атанас Кършаков в Костурско и Костенарията. През 1907 година действа със самостоятелна чета и напада Смърдеш на 22 септември, след което действа в Мариово.
На 8 февруари 1908 година четите на Стефос Григориу, Стоян Цицов, Трайко Браянов, Андонис Зоис и Петър Сугарев са обградени от силни османски военни части. На помощ им идват четите на Павлос Нерандзис (Пердикас), Емануил Кацигарис, Евангелос Николудис и Панайотис Героянис, както и милиция от Градешница. В сражението загиват 6 четници и много турци.

### В Гърция
През 1912 година участва в Балканската война като капитан на чета и превзема Дебрец, Емборе и Кайляри. През 1914 година се установява в Яновени и действа в Северен Епир. Отново действа в Западна Македония през Първата световна война. В 1926 година застава начело на паравоенната организация Гръцки македонски юмрук, която има за цел да изкорени българското съзнание в Егейска Македония.
Участва в Итало-гръцката война (1940), а през окупацията след разгрома от Германия (1941) оглавява чета на националната съпротива със сина си Епаминондас Григориу. На 25 май 1943 година двамата са убити в Сисани.
В Лерин е издигнат бюст на Стефос Григориу, дело на скулптора Петрос Мораитис.
Веднага следъ бомбения „атентатъ“ въ Леринъ, се появи Гръцко-Македонския Юмрукъ, който си е сложилъ за цель да брани държавата противъ българскитѣ комити. Това сдружение се е създало подъ покровителството на гръцкото правителство съ цель да се застави, посрѣдствомъ непрестанни преследвания, българското население да емигрира. Това сѫ целите на създателитѣ ѝ, които сѫ наели една банда отъ 10-15 души, водени отъ кървожадния „капитанъ“ Стефанъ. Роденъ въ Битоля, Стефанъ е влахъ по националность. Въ 1916 г. при оттеглянето на българскитѣ войски отъ областьта, той заедно съ ренегата Бабунски, събралъ българскитѣ първенци отъ селата Пътеле, Соровичъ и Петърско: Попъ Петре, Дине Даскето, Лазо Мишевъ, Михалъ Зунковъ, Дине Газета, Коле Дочевъ, Пандо Канговъ, Доре Алилиомовъ, Георги Дичковъ, Христо Смиляйковъ, Стефо Бачевъ, Гого Бисеринъ, Лазо Траяновъ, Траянъ Траяновъ, Коле хаджи Мицовъ, Кочо Гюровъ, Коле Петрушановъ, Стоянъ Бачковъ, Кочо Бисеринъ, Ставре Стамковъ и др. и следъ като ги е малтретиралъ, ги завлѣкълъ въ планината, кѫдето ги избилъ. Роднинитѣ и близките сѫ могли да намерятъ труповетѣ, ужасно осакатени, само следъ нѣколко дена. 
Сѫщия този бандитъ се отдаваше въ сѫщото време на грабежи надъ населението, което е трѣбвало да даде последното си парче злато, за да избѣгне рапресалитѣ му. Военнитѣ френски власти се бѣха страшно възмутили поради държанието на този жестокъ бандитъ, който бѣ осѫденъ. Но поради настояванията на гръцкото правителство, той бѣ опростенъ въ последния моментъ. 
Това е Стефанъ. Самия Пангалосъ му е далъ пълна свобода да коли, да малтретира и да преследва населението въ Леринско. Така отъ месеци вече наредъ той броди отъ село на село: въ Каленикъ, Асаново, Пополжени, Неокази, Вощарени, Сетина, Крушоради, Клещина, Котори, Лесковецъ, Росенъ, Песотчница, Върбени, Кучковени, Борешница и др. Населението е подложено на систематични преследвания и нѣма на кого да се оплаче. Най-виднитѣ българи сѫ били избити (отъ горнитѣ села). Въ с. Лесковецъ на попъ Христо е била откѫсната брадата, а 3 жени (Минкова, Джолева и Пандева) и братъ му Митре, сѫ били жестоко бити. Мнозина е трѣбвало да побѣгнатъ отвъдъ границата. 
По наши сведения даже сръбскитѣ гранични войници сѫ отвратени отъ този вандализъмъ и навлѣзли въ гръцка територия, опитвайки се да хванатъ „капитана“ (по посока на Крушоради), за да освободятъ населението. Но предупреденъ отъ една жена, „капитана“ успѣлъ да избѣга.
Това е въ общи черти положението създадено отъ Пангалосъ въ Леринско. До кога ще трае това? Само Богъ би могълъ да го каже...
На 31 октомврий подъ претекстъ, че търсятъ комити, войскови части и жандармерия, въорѫжени съ артилерия и картечници, сѫ претърсили селата Върбени, Пополжени, Арменоро, Петораци и др. и сѫ държали обсадното положение 3 дена. Следъ като обискирали най-старателно селата, видѣло се, че нѣма следа отъ „комитаджии“. Въпрѣки това обискитѣ сѫ били придружени отъ ужасни тормози. Арестуванитѣ сѫ били 30 въ Върбени и 41 въ Пополжени.
- Григориу като андарт
- Стоян Цицов, Григориу и Трайко Браянов
- Григориу, Стоян Цицов, Павле Илиев и Трайко Браянов